# Margraviat de Bade-Hachberg
Les margraves de Hochberg ou Hachberg sont une branche de la maison de Bade qui tient son nom du château de Hochberg à 8 km au nord de Fribourg-en-Brisgau.

## Description
Le château, construit sous Charlemagne et détruit par les Français en 1689.
La tige de la ligne de Hochberg est Henri Ier, fils cadet du margrave Hermann III de Bade (1190). En 1300, elle se sépare en branches de Hochberg-Hochberg et Hochberg-Sausenberg. La première branche s'éteint en 1418 et la maison de Bade hérite alors de ses biens. La seconde s'éteint dans sa lignée masculine en 1503 avec le margrave Philippe et les possessions échoient aussi à la maison de Bade.
En 1787, le margrave Charles-Frédéric de Bade obtient de l'empereur le titre de comtesse de Hochberg pour sa seconde épouse dont les fils sont créés margraves de Bade.